# Bérenger Ier de Neustrie
Bérenger (836 † après 879) était un noble carolingien installé en Francie Orientale, comte en Hesse autour de 860 puis comte de district (Gaugraf) dans la vallée de Hesse de 876 à 879, en Saxe. 

## Famille et origines
Il était le plus jeune des quatre fils de Gebhard de Lahngau et faisait donc partie de la famille des Conradiens. Sa mère était sans doute une sœur du puissant margrave Ernest (de) († 865), seigneur dans le Nordgau et dans la marche de Bohême, à l'origine de la famille des ducs de Bavière. Différentes sources considèrent que lui et Bérenger Ier, comte d'Ivois (en), sont une seule et même personne. 
Ses frères étaient Udo (comte à Lahngau), Waldo (abbé de Schwarzach dans le Rhin supérieur et Saint-Maximin à Trèves) et Berthold (archevêque de Trèves de 869 à 883).

## Biographie
La première apparition de Bérenger dans des documents remonte au 7 juin 860, lorsqu’il signe le traité de paix entre Louis le Germanique et Charles le Chauve comme témoin au monastère Saint-Castor de Coblence. À cette époque, il était probablement déjà comte. Avec Udo et l'abbé Waldo, il prit part en 861 à la révolte de Carloman, auquel ils sont liés par des alliances familiales, contre son père, mais les conjurés furent vaincus et les frères furent contraints à l'exil lors de l'assemblée de la diète de Ratisbonne réunie par Louis II le Germanique et qui priva également de ses biens leur oncle Ernest. Ils se réfugièrent avec leur parent Adalard le Sénéchal en Francie occidentale, à la cour du roi Charles le Chauve, auquel ils étaient apparentés par les femmes. Celui-ci les combla d'honneurs, nomma Adalard précepteur de son fils Louis et confia aux trois hommes la partie de la marche de Neustrie centrée autour du Mans pour la défendre contre les Normands, tandis que la lutte contre les Bretons était confiée à Robert le Fort.  
Mais cette faveur suscita la jalousie des Rorgonides, puissamment implantés dans le ducatus Cenommanicus (Maine), qui se révoltèrent en 865 et menacèrent de se rallier à Salomon de Bretagne, décidé à attaquer le royaume des Francs occidentaux. Afin de ramener la paix mais aussi pour sanctionner l'échec des intéressés à empêcher le sac de Saint-Denis 20 jours durant, Charles le Chauve retira la marche de Neustrie à Adalard et à ses cousins pour la donner à Gauzfrid du Maine mais maintint Robert le Fort dans ses prérogatives. 
Louis III le jeune tenta d'obtenir le soutien des deux frères lors de sa rébellion en 866, ainsi qu'en 871 et 873, contre son père Louis le Germanique, contre la promesse de les réintégrer dans leurs anciennes fonctions. À la mort de ce dernier en 876, son fils prit le pouvoir sur de vastes régions de la Franconie orientale et tint sa promesse : un acte signé de Louis III indique que les terres de Bérenger s'étendaient alors jusqu'à Welda et jusqu'à la Diemel. 
Une charte de 879, mentionnant les différentes étapes de la fondation de la collégiale de Gemünden, signale les fils de Gebhard comme ayant regagné la Francie orientale après 865, et plus probablement vers 876, après la mort de Louis le Germanique et le partage de son royaume entre ses fils, parmi lesquels se trouvait Carloman. Mais cette charte semble indiquer que Bérenger était déjà mort à cette date.
La date du décès de son frère Udo n'est pas connue non plus avec exactitude mais se situerait entre 879 et 882 et, dans tous les cas, entre le 14 et le 15 juin comme indiqué dans les nécrologues de la cathédrale de Verdun. 

## Descendance
Aucune information ne nous est parvenue sur la ou les épouses de Bérenger mais il pourrait être le père de deux fils et d'une fille :
- Hildebert († 18 septembre après 882), dont on ne connaît que la date de mort toujours d'après les nécrologues de la cathédrale de Verdun ;
- Bérenger († avant le 18 septembre 882), cité dans un document relatif à son frère Hildebert ;
- Oda, épouse d'Arnulf de Carinthie.

## Source
- Hubert Guillotel, « Une autre marche de Neustrie », dans Onomastique et Parenté dans l'Occident médiéval, Oxford, Linacre College, Unit for Prosopographical Research, coll. « Prosopographica et Genealogica / 3 », 2000, 310 p. (ISBN 1-900934-01-9), p. 7-13.